# I Bury the Living
I Bury the Living (übersetzt Ich begrabe die Lebenden) ist ein Horrorfilm des B-Movie-Regisseurs Albert Band, des Vaters von Charles Band. Im Film treten Richard Boone und Theodore Bikel auf. Das Drehbuch wurde von Louis Garfinkle verfasst. Gerald Fried steuerte die Musik bei.

## Handlung
Robert Kraft ist der frisch gewählte Vorsitzende eines Komitees, welches sich mit dem Betrieb eines großen Friedhofes befasst. Der Wärter des Friedhofes, Andy MacKee, pflegt eine Karte des Geländes, welches jedes belegte Grab mit einer schwarzen und jedes noch unbelegte, aber bereits reservierte Grab mit weißen Stecknadeln kennzeichnet. Kraft ist neu in seinem Amt und kennzeichnet dummerweise ein noch unbesetztes Grab mit einer schwarzen Stecknadel – und erfährt bald, dass das junge Paar, welches dieses Grabmal reserviert hatte, in einem Verkehrsunfall ums Leben kam.
Um sich zu beruhigen und herauszufinden, ob dies wirklich nur ein Zufall war, macht er ein Experiment: Er vertauscht eine zufällig ausgewählte weiße Stecknadel mit einer schwarzen. Zu seinem Entsetzen stellt er fest, dass diese Person noch in derselben Woche ums Leben kommt. Auf das Drängen seiner Freunde und Kollegen hin führt er diese Experimente weiter – und die weiteren Todesfälle stürzen Robert in tiefe Schuldgefühle.
Die zunächst skeptische Polizei wird auf die Häufung der Todesfälle aufmerksam und bittet ihn um ein Experiment. Robert soll eine schwarze Stecknadel auf das Grab eines Mannes, welcher zurzeit in Frankreich weilt, stecken. In der darauf folgenden Nacht kommt er auf die Idee, dass er das Spiel doch umkehren könne – er könnte vielleicht doch Toten das Leben schenken. So ersetzt er alle kürzlich gesetzten schwarzen Stecknadeln mit weißen. Als er die Gräber aufsucht, stellt er fest, dass all diese Gräber geöffnet wurden, und die Leichen verschwunden sind.
Als er am nächsten Tag ins Büro zurückkehrt, erhält Robert einen Anruf – der fragliche Mann sei in Frankreich verstorben. Als er den Hörer auflegt, steht der Wärter Andy hinter ihm, in völlig verschmutzter Kleidung. Er gesteht ihm, dass er alle als „schwarz“ markierten Personen umgebracht hatte, als Rache dafür, dass man ihn zur Kündigung zwang. Robert erzählt ihm aber vom Tod des Mannes in Frankreich. Andy verliert seinen Verstand, und als die Polizei eintrifft, finden sie ihn leblos vor. Die Polizei erklärt Robert sodann, dass der Mann in Frankreich gar nicht ums Leben kam – als Finte, um den Friedhofswärter aus dem Amt zu drängen.

## Trivia
Autor Stephen King führte im Buch Danse Macabre (1981) I Bury the Living als einen seiner Lieblingsfilme auf, aber kritisierte jedoch dessen Ende. Im Vorwort zu Kings Kurzgeschichte Nachrufe (Obits) im Erzählband The Bazaar of Bad Dreams (2015) beschreibt er die Einflüsse dieses Films auf diese Kurzgeschichte.